# 17.º arrondissement de Paris

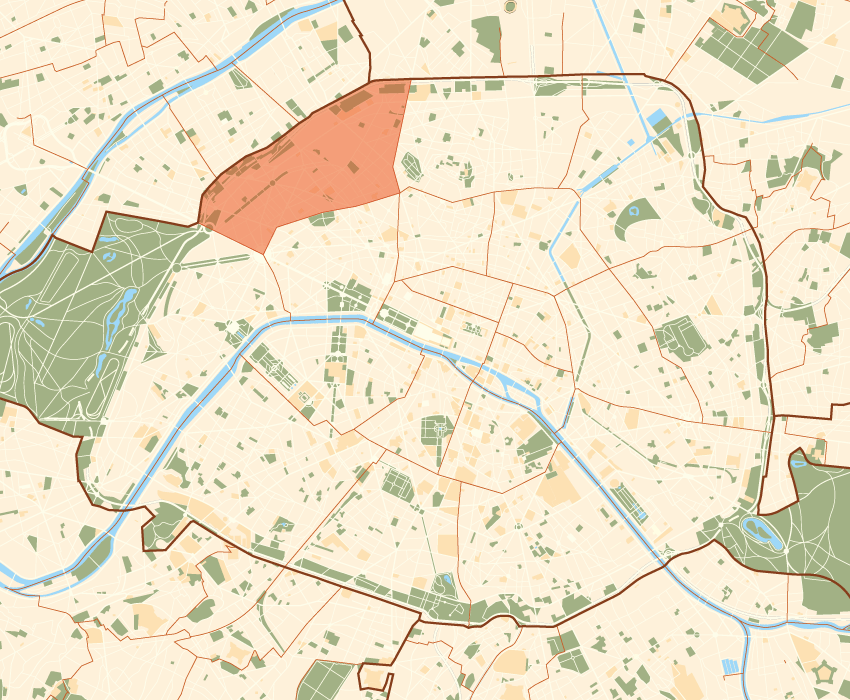
Mapa do 17.º arrondissement, assinalado a vermelho.

O 17.º arrondissement de Paris é um dos 20 arrondissements de Paris, situado na margem direita do rio Sena.

## Bairros
1. Quartier des Épinettes
2. Quartier des Batignolles
3. Quartier de la Plaine-de-Monceaux
4. Quartier des Ternes

## Demografia
Em 2006, a população era de 161 327 habitantes numa área de 566,95 hectares, com uma densidade de 28 453 hab./km².
| Ano (censo nacional)     | População | Densidade (hab./km²) |
| ------------------------ | --------- | -------------------- |
| 1954 (pico populacional) | 231 987   | 40 922               |
| 1962                     | 227 687   | 40 164               |
| 1968                     | 210 299   | 37 096               |
| 1975                     | 186 293   | 32 862               |
| 1982                     | 169 513   | 29 902               |
| 1990                     | 161 935   | 28 565               |
| 1999                     | 161 138   | 28 375               |
| 2006                     | 161 327   | 28 453               |